# Witold Karaś
Witold Karaś (* 20. října 1951, Nisko) je bývalý polský fotbalista, útočník. Po skončení aktivní kariéry působil jako trenér.

## Fotbalová kariéra
Zahájil svou kariéru v roce 1964 v klubu Zenit Nisko. Hrál v polské nejvyšší soutěži za Stal Mielec, nastoupil ve 236 ligových utkáních a dal 21 gólů. Se Stalem Mielec získal v letech 1973 a 1976 polský titul. V Poháru mistrů evropských zemí nastoupil ve 4 utkáních a v Poháru UEFA nastoupil v 6 utkáních a dal 4 góly. Za polskou reprezentaci nastoupil v roce 1974 ve 2 přátelských utkáních s Haiti.

## Ligová bilance
| Ročník                   | Zápasy | Góly | Klub        |
| ------------------------ | ------ | ---- | ----------- |
| 2. polská liga 1969/1970 | -      | -    | Stal Mielec |
| I Liga 1970/1971         | 14     | 1    | Stal Mielec |
| I Liga 1971/1972         | 22     | 0    | Stal Mielec |
| I Liga 1972/1973         | 26     | 9    | Stal Mielec |
| I Liga 1973/1974         | 26     | 5    | Stal Mielec |
| I Liga 1974/1975         | 27     | 1    | Stal Mielec |
| I Liga 1975/1976         | 23     | 4    | Stal Mielec |
| I Liga 1976/1977         | 27     | 1    | Stal Mielec |
| I Liga 1977/1978         | 27     | 0    | Stal Mielec |
| I Liga 1978/1979         | 26     | 0    | Stal Mielec |
| I Liga 1979/1980         | 18     | 0    | Stal Mielec |
| CELKEM Ekstraklasa       | 236    | 21   |             |